# 夏来智
夏来智（？—？）民族及籍贯不详，第一世祝千活佛。

## 生平
其法名为“夏来智”，是第一世祝千活佛。其生活年代约在明朝万历十五年（1587年）前后。其后，为第二世祝千活佛阿旺洛藏旦增成来。